# Szelemdzsai járás
A Szelemdzsai járás (oroszul Селемджи́нский район) Oroszország egyik járása az Amuri területen. Székhelye Ekimcsan.

## Népesség
- 1989-ben 20 632 lakosa volt.
- 2002-ben 11 808 lakosa volt.
- 2010-ben 11 639 lakosa volt.